# Pseudohadena rosetincta
Pseudohadena rosetincta är en fjärilsart som beskrevs av Turati 1929. Pseudohadena rosetincta ingår i släktet Pseudohadena och familjen nattflyn. Inga underarter finns listade.